# 平田町 (名古屋市)
平田町（へいでんちょう）は、愛知県名古屋市東区の地名。江戸時代には平田院町とも称した。

## 歴史

### 地名の由来
浄土宗平田院の門前町であったことに由来する。

### 沿革
- 江戸時代 - 名古屋城下町において平田町として所在。
- 1878年（明治11年）12月20日 - 名古屋区平田町となる[1]。
- 1889年（明治22年）10月1日 - 名古屋市成立に伴い、同市平田町となる[1]。
- 1908年（明治41年）4月1日 - 東区成立に伴い、同区平田町となる[1]。
- 1976年（昭和51年）1月18日 - 一部が代官町に編入される[1]。
- 1981年（昭和56年）9月13日 - 代官町・徳川一丁目・筒井一丁目にそれぞれ編入され、廃止[1]。

## 人物
- 津金胤臣